# Brigitte Speth
Brigitte Speth (* 6. November 1944 in Masserberg) ist eine deutsche Politikerin und ehemalige Landtagsabgeordnete (SPD).

## Leben und Beruf
Nach dem Besuch der Volksschule und des Gymnasiums mit dem Abschluss Abitur studierte sie von 1964 bis 1969 Physik an der Technischen Hochschule Aachen. Als Diplom-Physikerin legte sie das Staatsexamen für das Lehramt an Gymnasien ab und war an verschiedenen Gymnasien als Lehrerin tätig. Von 1978 bis 1981 war Speth wissenschaftliche Mitarbeiterin am Landesinstitut für Schule und Weiterbildung und von 1982 bis 1985 Organisationsleiterin an einer Gesamtschule in Düsseldorf.
Mitglied der SPD ist Speth seit 1979. Sie war und ist in zahlreichen Gremien der SPD vertreten, so u. a. als Vorsitzende des SPD-Unterbezirks Düsseldorf und als Bundesvorsitzende der Arbeitsgemeinschaft für Sozialdemokraten im Bildungsbereich. Außerdem ist sie Mitglied der Gewerkschaft Öffentliche Dienste, Transport und Verkehr und der Arbeiterwohlfahrt.

## Abgeordnete
Vom 30. Mai 1985 bis zum 2. Juni 2005 war Speth Mitglied des Landtags des Landes Nordrhein-Westfalen. Sie wurde jeweils in Wahlkreisen 049 Düsseldorf VI bzw. V direkt gewählt.

## Sonstiges
Speth war Mitglied der zwölften Bundesversammlung, die am 23. Mai 2004 den Bundespräsidenten Horst Köhler wählte.